# Смит (ледник)
Ледникът Смит (на английски: Smith Glacier) е голям долинен ледник в Западна Антарктида, Земя Мери Бърд, Бряг Бакутис с дължина 160 km. Води началото си от района на планината Тони на около 75°45’ ю.ш. и 115°50’ з.д. „Тече“ на североизток през хребетите на планината Колер. В долния си край се разделя на два потока, като левия (по-малкия) завива на север и се „влива“ в шелфовия ледник Дотсън, а десния (основен) поток продължава в североизточна посока и се „влива“ в шелфовия ледник Кросън.
Ледникът Смит е открит и заснет чрез полева геодезическа снимка, на базата на която е картиран през 1959 – 65 г. от американски антарктически екипи. Наименуван е в чест на Филип Смит (р. 1932) заместник-директор на Службата за полярни програми в периода 1956 – 1971 г.